# Pagaronia jungsukae
Pagaronia jungsukae är en insektsart som beskrevs av Kae Kyoung Kwon och Lee 1980. Pagaronia jungsukae ingår i släktet Pagaronia och familjen dvärgstritar. Inga underarter finns listade i Catalogue of Life.